# كيث باكستر (طبال)
كيث باكستر (بالإنجليزية: Keith Baxter)‏ هو طبال بريطاني، ولد في 19 فبراير 1971 في Morecambe ‏ في المملكة المتحدة، وتوفي في 4 يناير 2008 بسبب نوبة قلبية.

## وصلات خارجية
- كيث باكستر على موقع ميوزك برينز (الإنجليزية)
- كيث باكستر على موقع ديسكوغز (الإنجليزية)